# ラインラント (戦艦)

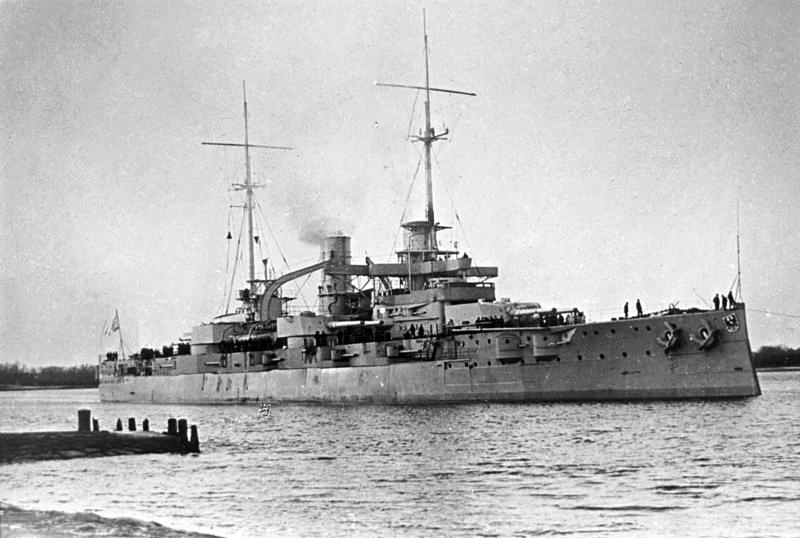
SMSラインラント

ラインラント (SMS Rheinland) はドイツ帝国海軍の戦艦。ドイツ初の弩級戦艦ナッサウ級の1隻。

## 艦歴

### 建造

ナッサウ級の線画

ラインラントは古いザクセン級装甲フリゲート、ヴュルテンベルクの代艦として、エルザッツ・ヴュルテンベルク (Ersatz Württemberg) という仮称で発注された。シュテッティンのAGフルカン社の造船所で1907年6月1日に起工。同型艦ナッサウ同様、建造は完全に秘密裏に進められ、兵士が造船所やクルップ社のような建造資材を納入する会社を警護した。1908年9月26日進水。艤装は1910年2月末までに完了した。造船所の工員により、1910年2月23日から3月4日までスヴィネミュンデ沖で限定的な公試が行われた。それからキールへ運ばれ、そこで1910年4月30日に就役し大洋艦隊に加わった。

### 第一次世界大戦前
1910年8月30日にラインラントはヴィルヘルムスハーフェンへ移され、大多数の乗組員は新造の巡洋戦艦フォン・デア・タンに移った。9月に実施された秋の艦隊演習の後、乗組員は退役した前弩級戦艦ツェーリンゲンの乗員によって補充された。それからラインラントは大洋艦隊の第1戦艦戦隊に配属された。10月に艦隊は例年の冬の巡航を行い、11月には演習を実施した。ラインラントは、1911年、1913年および1914年8月のノルウェーへの夏の巡航に参加した。

### 第一次世界大戦
ラインラントは戦争中のほぼ全ての艦隊の出撃に参加した。最初の作戦は主に巡洋戦艦により行われ、1914年12月15日から16日にスカボロー、ハートリプール、ウィットビーを砲撃した。この作戦中、弩級戦艦12隻と前弩級戦艦8隻を含むドイツ艦隊は、6隻の巡洋戦艦からなるイギリス戦隊の10海里以内に接近した。しかし、護衛の駆逐艦同士の衝突により、ドイツ艦隊の指揮官フリードリヒ・フォン・インゲノール提督はドイツ艦隊がイギリスのグランドフリート全軍と衝突しつつあると判断した。そして、インゲノールは戦闘を打ち切りドイツ本国へと向かった。1915年4月24日、ドッガーバンクへの艦隊の出撃が行われた。この際、ラインラントの右舷側エンジンの高圧シリンダーが故障した。その修理に5月23日まで要した。

#### リガ湾の戦い
1915年8月、ドイツ陸軍によるリガ攻略を支援するため、ドイツ艦隊はリガ湾からロシア軍を追い払おうとした。その実現のため、ドイツの作戦立案者は湾内のロシア海軍部隊の追放または破壊を目論んだ。ロシア海軍はそこに前弩級戦艦スラヴァや多数の砲艦および駆逐艦を有していた。また、ドイツ海軍は、湾の北の入り口に機雷原をつくりロシア海軍の増援が湾内に入れないようにしようとした。作戦のために集結した艦隊には、ラインラントとその同型艦3隻、ヘルゴラント級戦艦4隻、巡洋戦艦フォン・デア・タン、モルトケ、ザイドリッツが含まれていた。指揮官はフランツ・フォン・ヒッパー中将であった。8隻の戦艦は、ロシア艦隊と交戦する部隊の援護にあたる予定であった。8月8日に実行された1度目の作戦は不成功に終わった。ロシアの機雷原の掃海に時間がかかり、ドイツの機雷敷設艦ドイチュラントによる機雷敷設が行えなかった。
湾内進入の2度目の試みは1915年8月16日に行われ、戦艦ナッサウとポーゼン、軽巡洋艦4隻と水雷艇31隻がどうにかロシア軍の防御を突破した。襲撃の1日目にドイツの掃海艇T46と駆逐艦V99が沈んだ。二日目、ナッサウとポーゼンがスラヴァと砲戦を行い、3発の命中弾をあえてスラヴァを撤退させた。8月19日までにロシアの機雷原の掃海は完了し、部隊は湾内へ進入した。しかし、連合国の潜水艦が存在するとの報告があったためドイツ軍は翌日作戦を中止した。

#### 北海に戻ってから
8月末までにラインラントは大洋艦隊とともに北海沿岸の基地に戻った。次の作戦は9月11日から12に行われた北海への出撃であったが、この時は何もおきなかった。次の出撃は10月23日、24日にあったが、イギリス軍部隊とは遭遇しなかった。1916年2月12日、ラインラントは広範な整備のため造船所に向かった。整備は4月19日まで続いた。艦隊に戻ったラインラントは4月21日から21日に再び北海への出撃に参加した。2日後には砲撃作戦が実行された。4月24日から25日に第1偵察群の巡洋戦艦がヤーマスとローストフトを攻撃し、ラインラントはその支援にあたる戦艦の1隻であった。この作戦中、巡洋戦艦ザイドリッツが触雷した。視界不良のため、イギリス軍により妨害がなされる前に作戦は中止となった。

#### ユトランド沖海戦
ラインハルト・シェア提督はすぐにイギリス沿岸への次の攻撃を計画したが、ザイドリッツの損傷や第3戦艦戦隊の弩級戦艦の何隻かでコンデンサーに問題があったことから、計画は5月末まで遅れた。ドイツの戦闘艦隊は5月31日3時30分にヤーデから出撃した。ラインラントは、W・エンゲルハルト (W. Engelhardt) 少将が指揮する第1戦艦戦隊の第2部隊に配属されていた。ラインラントは部隊の中で2番目に位置しており、前には戦艦ポーゼンが、後ろには戦艦ナッサウとヴェストファーレンが位置していた。第2部隊は弩級戦艦のなかで最後部に位置しており、その後ろには第3戦艦戦隊の前弩級戦艦が続いていた。
17時48分から17時52分まで、ラインラントを含め11隻のドイツの弩級戦艦がイギリスの第２軽巡洋艦戦隊を攻撃したが、その距離や視界不良のため効果的な砲撃を行えず砲撃はすぐに打ち切られた。およそ10分後、ラインラントは再びイギリスの巡洋艦に対する砲撃を開始し、サウサンプトンと思われる艦に狙いをつけたが命中しなかった。20時15分までにグランドフリートと対面したドイツ艦隊は反転し、そのため間の順序も逆になりラインラントはヴェストファーレン、ナッサウに次いで先頭から3番目となった。21時22分にドイツの艦列の先頭に位置するラインラントとヴェストファーレンの乗員が雷跡を2つ発見したが、実際には魚雷は存在しないことが判明した。それから、第1偵察群の巡洋戦艦を先頭にするため、ラインラントなどは速度を落とした。22時ごろ、ラインラントとヴェストファーレンが所属不明の軽快部隊を発見した。探照灯による誰何は無視されたため、発射されているかもしれない魚雷を回避するために2隻は右に回頭した。第1戦艦戦隊のほかの艦もそれにならった。

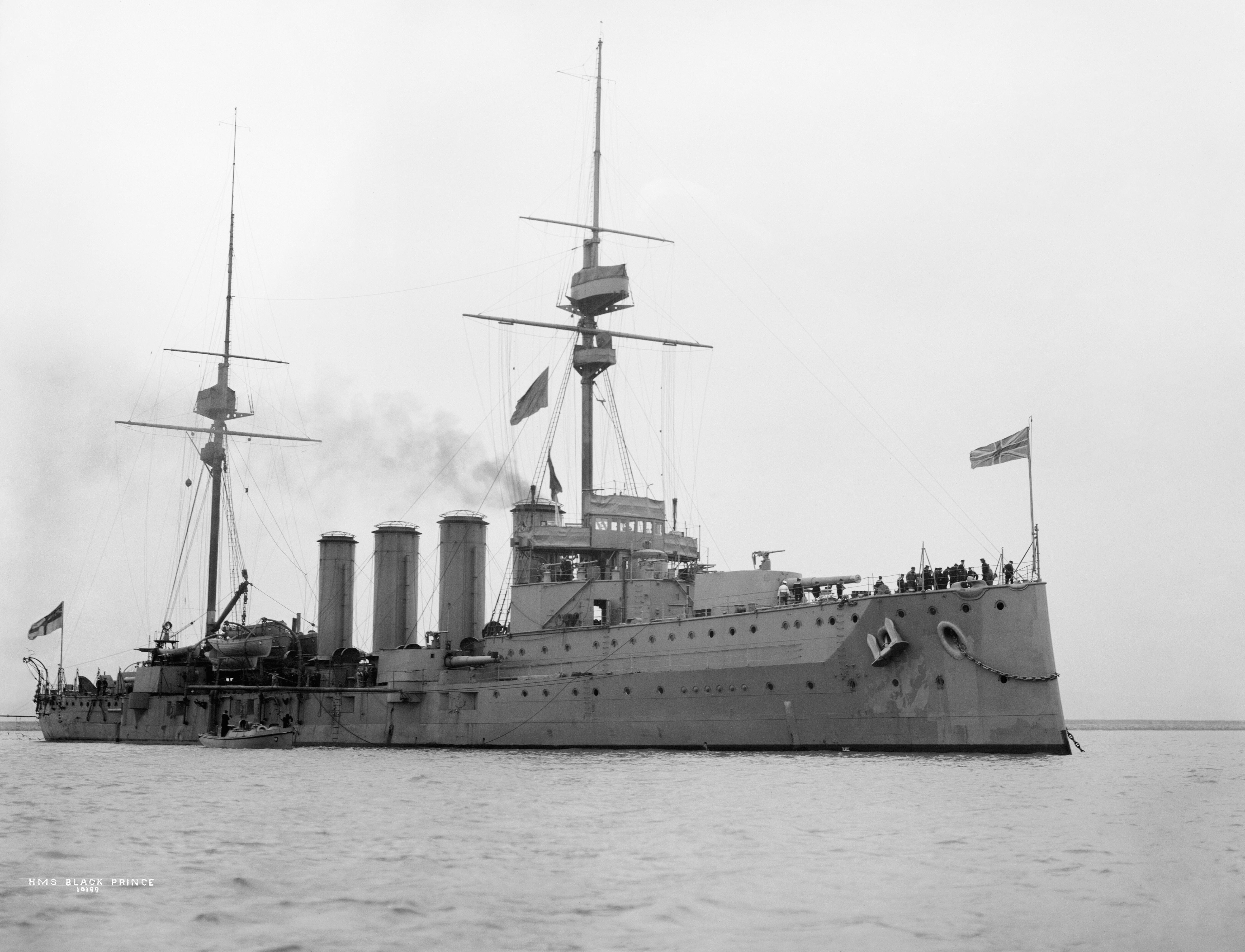
HMSブラック・プリンス

0時30分頃、ドイツの艦列の先頭の部隊がイギリスの駆逐艦および巡洋艦と遭遇した。近距離での激しい砲戦が開始され、ラインラントは2200から2600mの距離で副砲により装甲巡洋艦ブラック・プリンスを攻撃した。数分後、ドイツの戦艦は魚雷を回避するため反転した。0時36分、ブラック・プリンスの発射した6インチ砲弾2発が命中した。1発目は前部の探照灯4基のケーブルを切断し前方の煙突を損傷させた。2発目は艦の側面に命中し前部の装甲隔壁上で爆発した。爆発で隔壁は内側に曲がったが、貫通はされなかった。およそ45分後、ラインラントは別の駆逐艦（おそらくアーデント）に対し砲火を開いた。しかし、ドイツの巡洋艦が射線に近づきすぎたため砲撃を停止した。同じ頃、ブラック・プリンスは戦艦オストフリースラントの正確な砲撃で葬られていた。
大洋艦隊はイギリスの駆逐艦部隊を突破し、6月1日4時までにホーンズリーフに着いた。その数時間後にドイツ艦隊はヴィルヘルムスハーフェンに帰還した。海戦全体でラインラントは28cm砲弾35発と15cm砲弾26発を発射した。ブラック・プリンスからの命中弾で10人が死亡し20人が負傷した。修理はすぐにヴィルヘルムスハーフェンでおこなわれ、6月10日までに完了した。

#### ユトランド沖海戦後
次の艦隊の出撃は8月18日から22日に行われた。第1偵察群の巡洋戦艦が沿岸の町サンダーランドを砲撃し、イギリス軍の巡洋戦艦部隊をおびき出して撃破するのが狙いであった。戦闘可能な巡洋戦艦が2隻しかなかったことから、この作戦のために3隻の弩級戦艦マルクグラーフ、グローサー・クルフュルスト、バイエルンが偵察群に加えられた。それらの後ろでラインラントや大洋艦隊の残りの艦艇は支援にあたる予定であった。イギリスはドイツの計画を察知しており、ドイツ艦隊迎撃のためグランドフリートが出撃した。グランドフリートの接近を知ったドイツのシェーア提督はグランドフリート全体との戦闘は望まなかったため、ドイツ艦隊は撤収した。
9月25、26日、ラインラントは水雷艇部隊の北海への出撃を援護した。次いで10月18日から20日の艦隊の出撃に参加した。1917年初め、ラインラントはドイツ湾での見張り任務に就いた。7月から8月には食事の質の悪さのため乗組員は規則に従わないようになった。ラインラントはバルト海で行われたアルビオン作戦には直接は参加しなかったが、イギリスがロシアを助けるために行うかもしれない攻撃に備えてバルト海西部に留まっていた。

#### フィンランド遠征

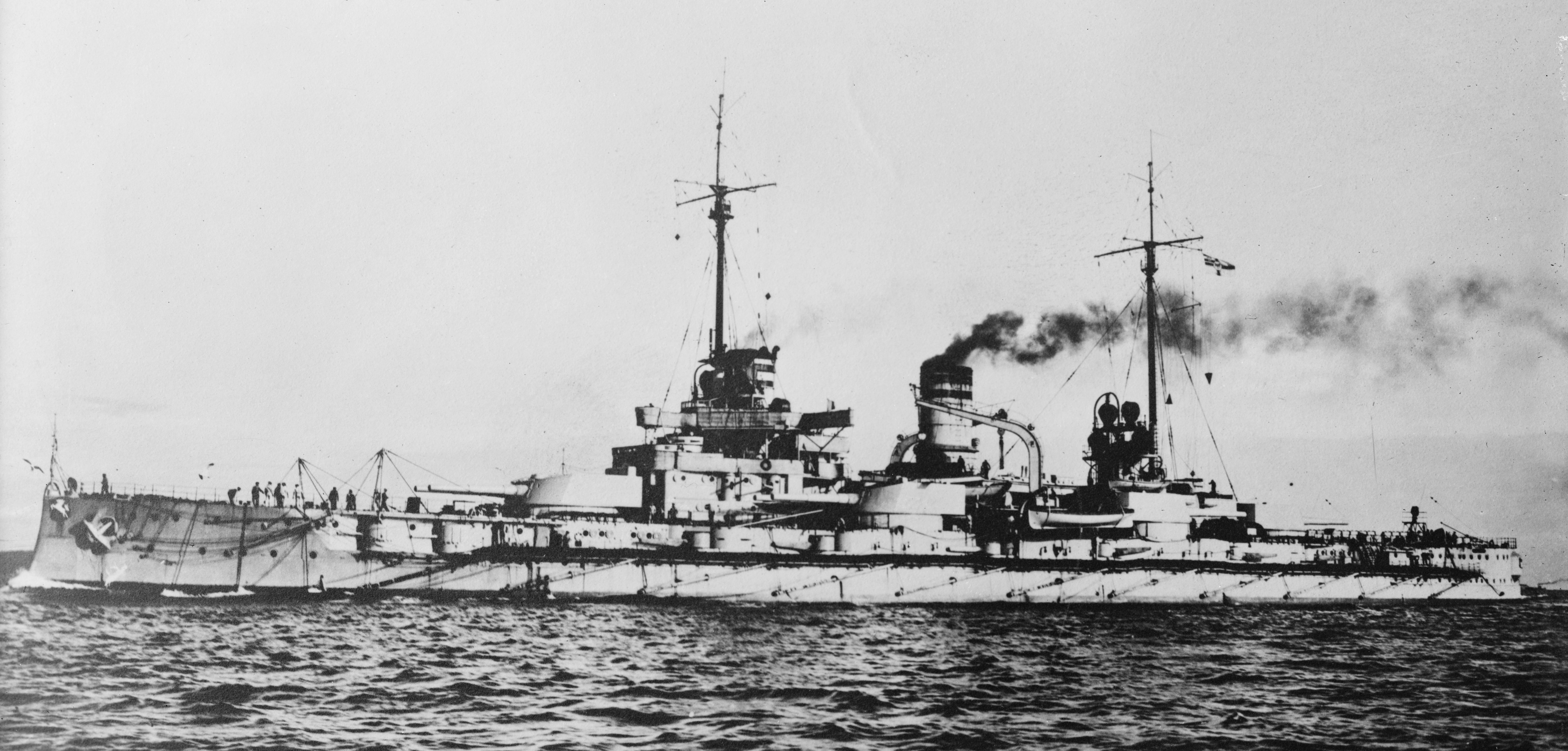
SMSヴェストファーレン

1918年2月22日、ラインラントと戦艦ヴェストファーレンはフィンランドに展開予定のドイツ陸軍部隊を支援する任務を命じられた。3月6日にオーランド諸島に到着。4月11日、ヘルシングフォシュへ向け出発。その後は燃料補給のためダンツィヒへ向かう予定であった。しかし、途中で濃霧に遭遇し、7時30分にLagskär島に座礁した。この事故で二人が死亡し、艦も大きく損傷した。3つのボイラー室が浸水し、内殻にも穴が開いた。4月18日から4月20日に離礁が試みられたが失敗した。前弩戦艦シュレジェンを現役に復帰させるため、乗員は一時的に艦を離れた。5月8日に浮きクレーンがダンツィヒから到着し、主砲や装甲板が取り外された。ラインラントは、通常の排水量の3分の1以上にあたる6400メトリックトン軽くなり、浮き箱の助けも借りて7月9日にようやく離礁した。ラインラントとはマリエハムンへ曳航され、そこでいくらかの修理がなされた。7月24日、2隻の曳船の助けを借りてラインラントはキールへ向かった。キールには3日後に到着した。修理するのは現実的ではないとされ、ラインラントは10月4日に退役しキールで兵舎とされた。

### 最期
1918年11月のドイツの崩壊後、休戦協定の条項に基づき大洋艦隊の大半はスカパ・フローに抑留された。ラインラントとその同型艦3隻はその中に含まれておらず、ドイツの港に留まっていた。抑留されていた艦艇は1919年6月21日に自沈した。その結果、連合国は沈んだ艦の代わりを要求した。その中にラインラントは含まれ、1919年11月5日に除籍された後、連合国に引き渡された。ラインラントは1920年6月28日にオランダ、ドルトレヒトの解体業者に売却された。4月29日にそこへ曳航され、翌年末までに解体は完了した。